# Калоев, Заур Григорьевич
Зау́р Григо́рьевич Кало́ев (груз. ზაურ კალოევი; 24 марта 1931, Тифлис, Грузинская ССР, СССР — 23 декабря 1997, Тбилиси) — советский футболист. Мастер спорта СССР (1955). Заслуженный мастер спорта СССР (1963).

## Биография
Осетин. Выступал за команды «Спартак» и «Динамо» из Тбилиси, «Локомотив» из Москвы. Сыграл 3 матча за олимпийскую сборную СССР.
Похоронен на Сабурталинском кладбище

## Характеристика
Заур Калоев запомнился своим умением играть головой. Его партнёр по атаке Михаил Месхи шутил: «Чтобы забить гол, мне надо пройти по краю, попасть в голову Калоеву, а уж от неё мяч обязательно попадёт в ворота».
Журналист Лев Филатов описывал его так: «Во внешности Заура Калоева была приспособленность к взлёту, как будто он был проверен и испытан в аэродинамической трубе. Рослый, плечистый, тонкий, с залысинами, он напоминал нос самолёта, по бокам которого снизу располагались четыре мотора — инсайды и края. Благодаря ему нападение тбилисского „Динамо“ могло, играя, набирать высоту. Линии атак, отрываясь от взлётной полосы газона, уходили вверх, на Калоева, он прыгал и настигал мяч на недоступных траекториях. Его и на шаржах рисовали с крылышками, и в любой характеристике, самой немногословной, присутствовала фраза „хорошо играет головой“. Калоев бережно относился к своему дарованию. Мне приходилось видеть его на тренировке: других и след простыл, а он всё разбегался и прыгал на мяч, который ему посылали с углов поля. Наверное, никто не считал и не знает, сколько он забил головой, но в памяти он остался человеком в высоком, свободном полёте».

## Достижения

### Командные
- Чемпион СССР: 1964
- Обладатель Кубка СССР: 1957

### Личные
- Лучший бомбардир чемпионатов СССР: 1959, 1960
- Член Клуба Григория Федотова (139 мячей)
- Орден Чести (1996)